# Blandford-Blenheim
Blandford-Blenheim es un municipio canadiense situado en la provincia de Ontario.

## Superficie
Blandford-Blenheim tiene una superficie de 382,03 km².

## Demografía
En 2021, tenía 7565 habitantes, una densidad poblacional de 19,8 hab./km², y 2857 viviendas.